# Royal Oak (cheval)
Royal Oak est un pur-sang anglais né en 1823 en Angleterre. Il est acheté et amené en France en 1833 par Lord Henry Seymour, le fondateur du Jockey-Club. Cet étalon est le père de nombreux produits parmi lesquels Poetess, mère d'Hervin et de Monarque.

## Histoire
Né en Angleterre en 1823. Il est acheté et amené en France en 1833 par Lord Henry Seymour (1805-1859), le fondateur du Jockey-Club. 
Il est racheté par le Haras du Pin en 1845. Il est le père de Merlerault (La Sylvio) en 1846 et de Pledge (par une fille de Young Rattler).

## Description
C'est un cheval bai-brun mesurant 1,57 m au garrot. Il est décit comme « de taille moyenne, d'un ensemble parfait avec de très belles lignes, des membres d'aplomb et forts, des articulations irréprochables ».

## Carrière de courses
Royal-Oak a gagné 9 courses en Angleterre à Newmarket, Chesterfield, Ruttley, Bath, Goodwood, Egham, et Abington.

## Origines
Catton par Golumpus & Lucy Grey & Smolensko mare par Smolensko & Lady Mary. On retrouve dans sa généalogie des ancêtres primitifs comme Eclipse, Herod, qui domine nettement chez lui, et Matchem, soit tous les grands chefs de races.

## Reproduction
Ce cheval a eu une belle carrière de reproducteur, que ce soit en race pure ou en croisement.
Ses descendants lointains se nomment Slane, Abrantès, Gladiateur, Sting,  Trocadero, Consul, Bariolet, Nougat, Narcisse, Dollar, Ténébreuse, Gringalette, Surprise ou encore Sornette.